# Sreča na vrvici (skladba, O.S.T.)
"Sreča na vrvici" je naslovna skladba iz istoimenskega filma Sreča na vrvici iz leta 1977, izvaja pa jo Marjeta Ramšak. Avtor glasbe je Dečo Žgur, tekst je napisala Svetlana Makarovič. 

## Snemanje
Skladbo je Produciral Dečo Žgur. Izdana je bila kot single pri založbi ZPK RTV Ljubljana na mali vinilni plošči in je del originalne soundtrack glasbe iz istoimenskega filma.

## Zasedba

### Produkcija
- Dečo Žgur – glasba, aranžma, producent
- Svetlana Makarovič – tekst
- Drago Hribovšek – tonski snemalec

### Studijska izvedba
- Marjeta Ramšak – vokal
- Ansambel Deča Žgurja – spremljava

## Mala plošča
7" vinilka
- "Sreča na vrvici" (A-stran) – 1:58
- "Dlan polna sonca" (B-stran) – 3:23